# جوزيف ليو
جوزيف ليو (بالصينية: 刘新红) (و. 1964  م) هو قسيس صيني.